# Profiel cultuur en maatschappij
Cultuur & Maatschappij is een van de 'profielen' (vakkenpakketten) in de tweede fase van het voortgezet onderwijs (havo en vwo) in Nederland, sinds de invoering van het tweede-fase-systeem in 1999. Cultuur en Maatschappij is het minst  exacte profiel. De andere profielen zijn Economie & Maatschappij, Natuur & Gezondheid en Natuur & Techniek.

## Doel
Doel is om voor te sorteren voor het vervolg van de persoonlijke carrière en belangstelling. Veel studierichtingen nemen om commerciële redenen leerlingen aan van alle richtingen. Enkele studierichtingen eisen echter een bepaald profiel.

## Vakken
| Gemeenschappelijk deel                     | Gemeenschappelijk deel | Gemeenschappelijk deel | Gemeenschappelijk deel | Gemeenschappelijk deel | Gemeenschappelijk deel | Gemeenschappelijk deel |
| Vak                                        | SLU                    | SLU                    | afkorting              | examinering            | examinering            | opmerkingen |
| Vak                                        | havo                   | vwo                    | afkorting              | SE                     | CE                     | opmerkingen |
| ------------------------------------------ | ---------------------- | ---------------------- | ---------------------- | ---------------------- | ---------------------- | --- |
| Nederlandse taal en literatuur             | 400                    | 480                    | netl                   | Ja                     | Ja                     | |
| Engelse taal en literatuur                 | 360                    | 400                    | entl                   | Ja                     | Ja                     | |
| moderne vreemde taal                       |                        | 480                    |                        | Ja                     | Ja                     | alleen op het atheneum. |
| Latijnse of Griekse taal en literatuur     |                        | 600                    | latl/grtl              | Ja                     | Ja                     | alleen op het gymnasium |
| maatschappijleer                           | 120                    | 120                    | maat                   | Ja                     | Nee                    | |
| lichamelijke opvoeding                     | 120                    | 160                    | lo                     | Ja                     | Nee                    | |
| culturele en kunstzinnige vorming          | 120                    | 160                    | ckv                    | Ja                     | Nee                    | |
| klassieke culturele vorming                |                        | 160                    | kcv                    | Ja                     | Nee                    | alleen op het vwo en in plaats van ckv. Op het gymnasium verplicht. Op het atheneum ter keuze van de leerling, voor zover de school die keuze aanbiedt. |
| algemene natuurwetenschappen               |                        | 120                    | anw                    | Ja                     | Nee                    | alleen op het vwo, sinds 2015 niet meer verplicht |
| profielwerkstuk                            | 80                     | 80                     | (pws)                  | nvt                    | nvt                    | |
| Profielvakken                              |                        |                        |                        |                        |                        | |
| wiskunde C of A (B hangt af van de school) | [ 2 ]                  | 480/520/600            | wisC/wisA/wisB         | Ja                     | Ja                     | Alleen op VWO |
| geschiedenis                               | 320                    | 480                    | ges                    | Ja                     | Ja                     | |
| moderne vreemde taal                       | 400                    |                        |                        | Ja                     | Ja                     | Alleen op HAVO |
| Profielkeuzevakken                         |                        |                        |                        |                        |                        | |
| één vak uit het maatschappijdeel           |                        |                        |                        |                        |                        | |
| aardrijkskunde                             | 320                    | 440                    | ak                     | Ja                     | Ja                     | |
| maatschappijwetenschappen                  | 320                    | 440                    | maw                    | Ja                     | Ja                     | |
| economie                                   | 400                    | 480                    | econ                   | Ja                     | Ja                     | |
| bedrijfseconomie                           | 320                    | 440                    | be/beco                | Ja                     | Ja                     | De eventueel door de school zelf toegevoegde onderdelen mogen per kandidaat verschillen.                                                                |
| één vak uit het cultuurdeel                |                        |                        |                        |                        |                        | |
| muziek (oude stijl)                        | 320                    | 480                    | mu                     | Ja                     | Ja                     | |
| kunst (beeldende vormgeving)               | 320                    | 480                    | kubv                   | Ja                     | Ja                     | kunstvak |
| kunst (muziek)                             | 320                    | 480                    | kumu                   | Ja                     | Ja                     | kunstvak |
| kunst (drama)                              | 320                    | 480                    | kudr                   | Ja                     | Ja                     | kunstvak |
| kunst (dans)                               | 320                    | 480                    | kuda                   | Ja                     | Ja                     | kunstvak |
| filosofie                                  | 320                    | 480                    | fi                     | Ja                     | Ja                     | |
| moderne vreemde taal                       | 400                    | 480                    |                        | Ja                     | Ja                     | [ 1 ] |
| Latijnse of Griekse taal en literatuur     |                        | 600                    | latl/grtl              | Ja                     | Ja                     | alleen op het vwo |
| vrij deel                                  |                        |                        |                        |                        |                        | |
| keuze-examenvak                            | 320                    | 440                    |                        | Ja                     | Nee                    | [ 4 ] |
| geheel vrij deel                           | 320                    | 480                    |                        | Ja                     | Ja                     | Scholen kunnen hun eigen invulling geven, zie hieronder.                                                                                                |
| godsdienst                                 |                        |                        | gds                    | Ja                     | Nee                    | |
| loopbaanoriëntatie en begeleiding          |                        |                        |                        | nvt                    | nvt                    | |
| excursie                                   |                        |                        | (exc)                  | nvt                    | nvt                    | |
| leerlingenactiviteiten                     |                        |                        |                        | nvt                    | nvt                    | |
| extra examenvak                            |                        |                        |                        | Ja                     | Ja                     | [ 4 ] |

Natuur en Gezondheid · Natuur en Techniek · Cultuur en Maatschappij · Economie en Maatschappij

Combinatieprofielen: Natuur, Techniek & Gezondheid · Economie, Cultuur & Maatschappij